# Centiliter
| Grotere en kleinere eenheden | Grotere en kleinere eenheden            | Grotere en kleinere eenheden |
| factor                       | naam                                    | symbool                      |
| ---------------------------- | --------------------------------------- | ---------------------------- |
| 10−3                         | milliliter of cc                        | ml                           |
| 10−2                         | centiliter                              | cl                           |
| 10−1                         | deciliter                               | dl                           |
| 1                            | liter                                   | l                            |
| 102                          | hectoliter                              | hl                           |
| 103                          | kiloliter, stère, kuub of kubieke meter | kl, m3                       |

Een centiliter (symbool cL of cl) is een volume-eenheid die gedefinieerd is als één honderdste van een liter.
Hoewel de liter - en dus ook de centiliter - geen officiële SI-eenheid is, is het gebruik toegestaan op verpakkingen van vloeibare levensmiddelen. Zo zijn frisdrankblikjes en wijnflessen dikwijls geëtiketteerd als respectievelijk 33 cL en 75 cL.
1 cL = 0,01 L = 0,000 01 m3
1 l  = 100 cL